# Carolina Lovo
Carolina Lovo (La Paz, Bolivia; 1957) es una pintora contemporánea boliviana. Su obra que marca tendencia se centra en plasmar escenas cotidianas bajo su estilo alegre y colorido.

## Biografía
Carolina Camacho Mustafa nació en La Paz, y radica actualmente en Santa Cruz de la Sierra. Es licenciada en Arquitectura, Universidad Mayor de San Andrés de La Paz. Inicia su carrera artística a partir de 1991, cuando presenta su primera exposición individual, desarrollando su obra de manera autodidacta. Ella adopta el nombre de Carolina Lovo, como el nombre que la identificará como artista. Desde ese entonces ha realizado diversas actividades culturales y sociales, además de exposiciones tanto individuales como colectivas en el interior y exterior del país.

## Exposiciones
Su obra ha sido exhibida en galerías y museos tanto de Bolivia como del exterior, entre las que se destacan la galería del Banco Interamericano de Desarrollo en Washington D. C., EE.UU, la sede de la OEA, Washington D. C., EE.UU, la sede de la Comunidad Andina, Lima Perú, el Museo de la Nación, Lima Perú. Sus obras se encuentran en colecciones privadas alrededor del mundo.

## Estilo y técnica
El estilo de Carolina Lovo ha sido descrito como figurativo. Ella se especializa en la pintura acrílica y al óleo sobre lienzo.